# José María Blanco White
José María Blanco White (egentligen José María Blanco Crespo), född den 11 juli 1775 i Sevilla, död den 20 maj 1841 i Liverpool, var en spansk skald och skriftställare.
Blanco White överflyttade 1810 till England, tillbragte längre tid vid universitetet i Oxford, övergick till anglikanska kyrkan och 1835 till unitarismen samt grundade i London tidningen El Español, som en tid erhöll understöd av Canning och var organ för den latinamerikanska oppositionen mot Spaniens kolonialstyrelse. Blanco White var en lärd, framstående journalist och fin lyriker med elegant stil. Av hans många arbeten är 10 oden, 2 idyller, Epistola à Don Juan Pablo Forner, Cancion de la alborada med flera intagna i Rivadeneyras Biblioteca de autores españoles.